# 仁泉寺
仁泉寺，位于山西省吕梁市石楼县义碟镇下河村，是中华人民共和国山西省文物保护单位之一。
2004年6月10日，授予山西省文物保护单位，是一座古建筑。